# جیمز بک
جیمز بک (انگلیسی: James Beck؛ ۲۱ فوریهٔ ۱۹۲۹ – ۶ اوت ۱۹۷۳) یک هنرپیشه اهل بریتانیا بود.
از فیلم‌ها یا برنامه‌های تلویزیونی که وی در آن نقش داشته است می‌توان به ارتش بابا، دختر دل‌شیفته و دکتربعدازاین اشاره کرد.